# Рамтаун (Њу Џерзи)
Рамтаун (енгл. Ramtown) насељено је место без административног статуса у америчкој савезној држави Њу Џерзи.

## Демографија
По попису из 2010. године број становника је 6.242, што је 310 (5,2%) становника више него 2000. године.
| Група             | 2000.         | 2010.         |
| Белци             | 5.268 (88,8%) | 5.353 (85,8%) |
| Афроамериканци    | 120 (2,0%)    | 177 (2,8%)    |
| Азијати           | 130 (2,2%)    | 173 (2,8%)    |
| Хиспаноамериканци | 368 (6,2%)    | 464 (7,4%)    |
| Укупно            | 5.932         | 6.242         |